# Don (Trentino)
Don (deutsch veraltet: Thann oder Daun) ist eine Fraktion und Gemeindesitz der Gemeinde (comune) Amblar-Don und war bis 2015 eine eigenständige Gemeinde in der  Provinz Trient, Region Trentino-Südtirol. 

## Lage
Der Ort liegt etwa 39,5 Kilometer nordnordwestlich von Trient auf einer Höhe von 971 m.s.l.m. auf der orographisch linken Talseite im Oberen Nonstal.

## Geschichte
Am 1. Januar 2016 schloss sich Don mit der Gemeinde Amblar zur neuen Gemeinde Amblar-Don zusammen. Das ehemalige Gemeindegebiet grenzte an die ebenfalls im Nonstal liegenden Gemeinden Amblar, Coredo, Romeno und Sfruz. 

## Persönlichkeiten
- Celestino Endrici (1866–1940), Erzbischof von Trient